# Rhynchodontodes orientis
Rhynchodontodes orientis is een vlinder uit de familie spinneruilen (Erebidae). De wetenschappelijke naam is voor het eerst geldig gepubliceerd in 1938 door Brandt.
De soort komt voor in tropisch Afrika.